# Cóctel Chicago
El cóctel Chicago es una bebida mixta a base de brandy probablemente nombrada en honor a la ciudad de Chicago, Illinois. Ha sido documentado en numerosos manuales de cócteles que datan del siglo XIX. El crítico gastronómico de Chicago, John Drury, lo incluyó en su guía Dining in Chicago (1931), señalando que había sido servido en el American Bar en Niza y en el Embassy Club en Londres. Se desconoce si se originó en Chicago.
Las recetas incluyen brandy, licor con sabor a naranja, como curasao o triple seco, y bíter, mezclados o agitados con hielo, que pueden o no colarse después. En muchas versiones de la bebida, se finaliza agregando champán. o vino blanco. Algunas versiones requieren endulzar el borde del vaso. Se puede servir con hielo en un vaso de rocas o, especialmente en la versión con champán, directamente en una copa de champán, flauta de champán o un vaso de cóctel.